# 麻井子船坞
麻井子船坞，位于山东省威海市环翠区刘公岛，为全国重点文物保护单位“刘公岛甲午战争纪念地”之一。现隶属中国甲午战争博物馆。

## 简介
麻井子船坞位于刘公岛西部南岸的黄岛炮台与水师学堂之间，建于清朝光绪十三年（1887年），总占地面积8万余平方米。泊船坞池平面呈不规则梯形，用块石砌筑。北侧堤长280米，是填海形成，兼为连接黄岛炮台的通道；南侧堤长320米，是船艇的主要靠泊区；西侧堤是防波堤。西侧南端设有出入口，宽60米，防波堤上有一座航标灯塔。
1988年麻井子船坞作为“刘公岛甲午战争纪念地”之一被公布为全国重点文物保护单位。